# Narella irregularis
Narella irregularis is een zachte koraalsoort uit de familie Primnoidae. De koraalsoort komt uit het geslacht Narella. Narella irregularis werd in 1907 voor het eerst wetenschappelijk beschreven door Kinoshita. 